# Subsecretaría de Industria
La Subsecretaría de Industria y Turismo es el órgano directivo del Ministerio de Industria y Turismo que gestiona los servicios comunes del Departamento, así como es responsable de la implantación de las tecnologías de la información y de las comunicaciones, la gestión económico-presupuestaria, de los recursos humanos e inspección de servicios. 

## Historia
La subsecretaría de Industria se crea durante la dictablanda de Dámaso Berenguer. En 1930, se recuperan las subsecretarías de los Ministerios y, en el caso del Ministerio de Economía Nacional (nombre original del Ministerio de Industria), se crea su subsecretaría. El primer titular fue José Pan de Soraluce, quien también era vicepresidente del Consejo de Economía Nacional y director general de Aranceles, Tratados y Valoraciones.

## Estructura y funciones
Además de las funciones ya mencionadas, la subsecretaría desarrolla otras muchas a través de sus órganos dependientes:
- La Secretaría General Técnica.
- La Subdirección General de Oficialía Mayor y Administración Financiera, a la que le corresponde la gestión económico-financiera del Departamento, la coordinación general de los servicios comunes y todo lo relativo a mantenimiento de inmuebles y obras.
- La Subdirección General de Tecnologías de la Información y de las Comunicaciones, a la que le compete desarrollar la estategia sobre tecnologías de la información y las comunicaciones, todo lo relacionado con la transformación digital y el desarrollo de los sistemas de información y la explotación de datos.
- La Oficina Presupuestaria, a la que le corresponde la elaboración del anteproyecto anual de presupuestos del Ministerio y la coordinación de los correspondientes a sus organismos públicos adscritos, así como el seguimiento de la ejecución presupuestaria y la autorización y tramitación de sus modificaciones.
- La Subdirección General de la Inspección General de Servicios y Relación con los Ciudadanos, a la que le corresponden las funciones de inspección y mejora de los servicios del Departamento y sus organismos, evaluación de políticas públicas, código ético del personal, y aquellas relativas a transparencia política e igualdad de género.
- La Subdirección General de Planificación y Gestión de Recursos Humanos, a la que le corresponde la planificación, gestión y administración general de los recursos humanos del Departamento y, en su caso, de sus organismos autónomos, lo concerniente a retribuciones del personal, negociación colectiva y relaciones sindicales, planes de formación del personal, acción social y salud laboral.
- El Gabinete Técnico, un órgano de apoyo y asistencia inmediata al subsecretario que se encarga también de la coordinación de las campañas de publicidad institucional del Departamento y del seguimiento de la ejecución de las inversiones y reformas del Plan de Recuperación, Transformación y Resiliencia que correspondan al Ministerio de Industria y Turismo.

### Organismos adscritos
- La Oficina Española de Patentes y Marcas se adscribe al MITUR a través de la Subsecretaría, cuyo titular ostenta la Presidencia del citado organismo, en virtud de su normativa reguladora.
- La Abogacía del Estado en el Departamento, en la que se integran orgánicamente las que asumen el asesoramiento jurídico de las Secretarías de Estado del Ministerio y de la Secretaría General de Industria y de la Pequeña y Mediana Empresa.
- La Intervención Delegada de la Intervención General de la Administración del Estado.

## Presupuesto
La Subsecretaría del Ministerio de Industria, Comercio y Turismo tiene un presupuesto asignado de 116 006 550 € para el año 2023. De acuerdo con los Presupuestos Generales del Estado para 2023, la Subsecretaría participa en cuatro programas:
| N.º Programa                          | Programa                                                                                                   | Dotación      | Ref.  |
| ------------------------------------- | --- | ------------- | ----- |
| 421M                                  | Dirección y Servicios Generales de Industria, Comercio y Turismo                                           | 57 174 530 €  | [ 3 ] |
| 421M                                  | Dirección y Servicios Generales de Industria, Comercio y Turismo a través de la Secretaría General Técnica | 4 209 130 €   | [ 3 ] |
| 421N                                  | Regulación y protección de la Propiedad Industrial a través de la Oficina Española de Patentes y Marcas    | 53 626 610 €  | [ 4 ] |
| 921U                                  | Publicaciones a través de la Secretaría General Técnica                                                    | 180 000 €     | [ 5 ] |
| 000X                                  | Transferencias internas a través de la Oficina Española de Patentes y Marcas                               | 816 280 €     | [ 6 ] |
| Total presupuesto de la Subsecretaría | Total presupuesto de la Subsecretaría                                                                      | 116 006 550 € |       |

## Titulares
El actual subsecretario de Industria es Pablo Garde Lobo desde el 15 de julio de 2020.